# St.-Veits-Kapelle im Isteiner Klotzen

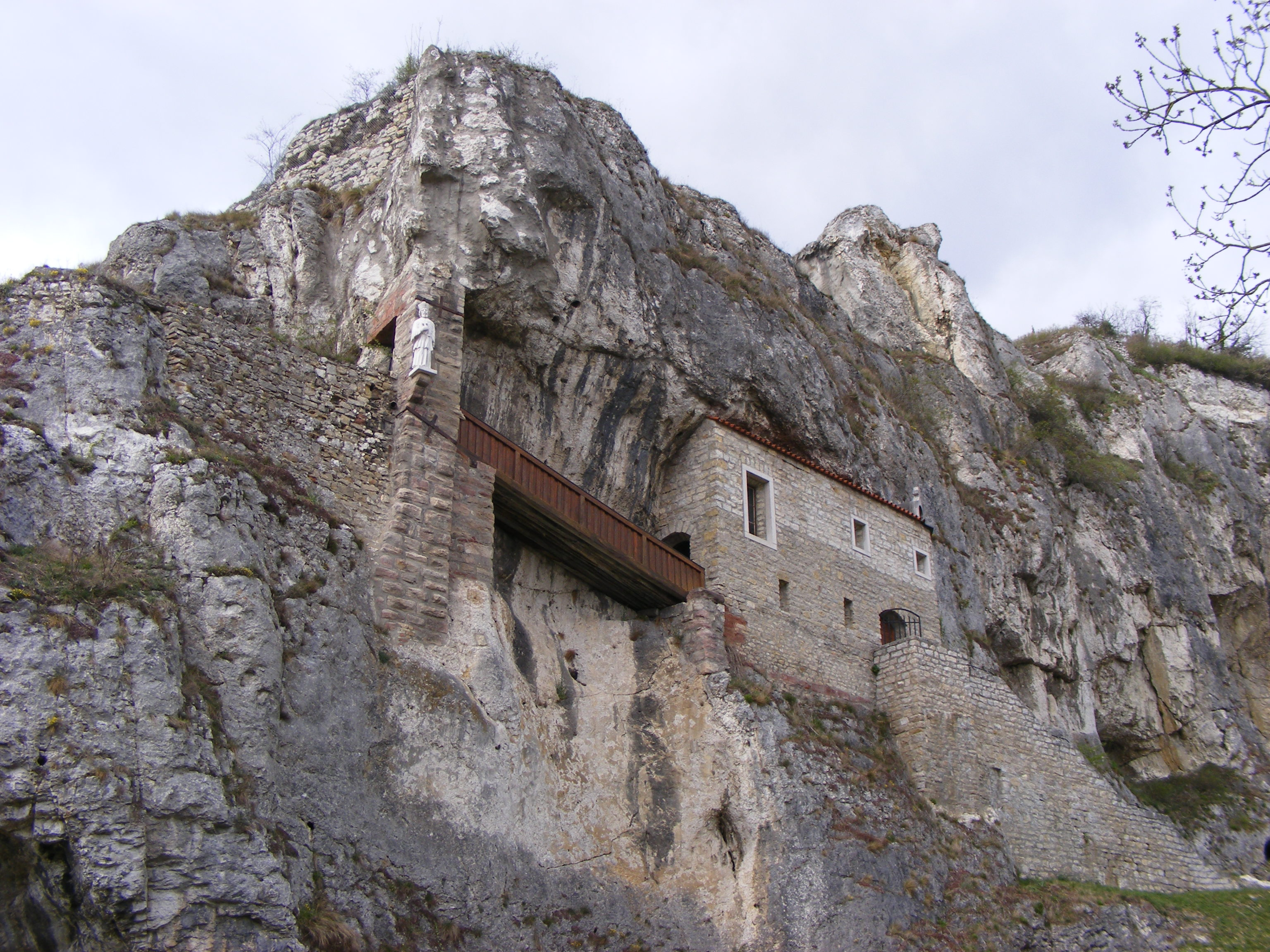
Veitskapelle

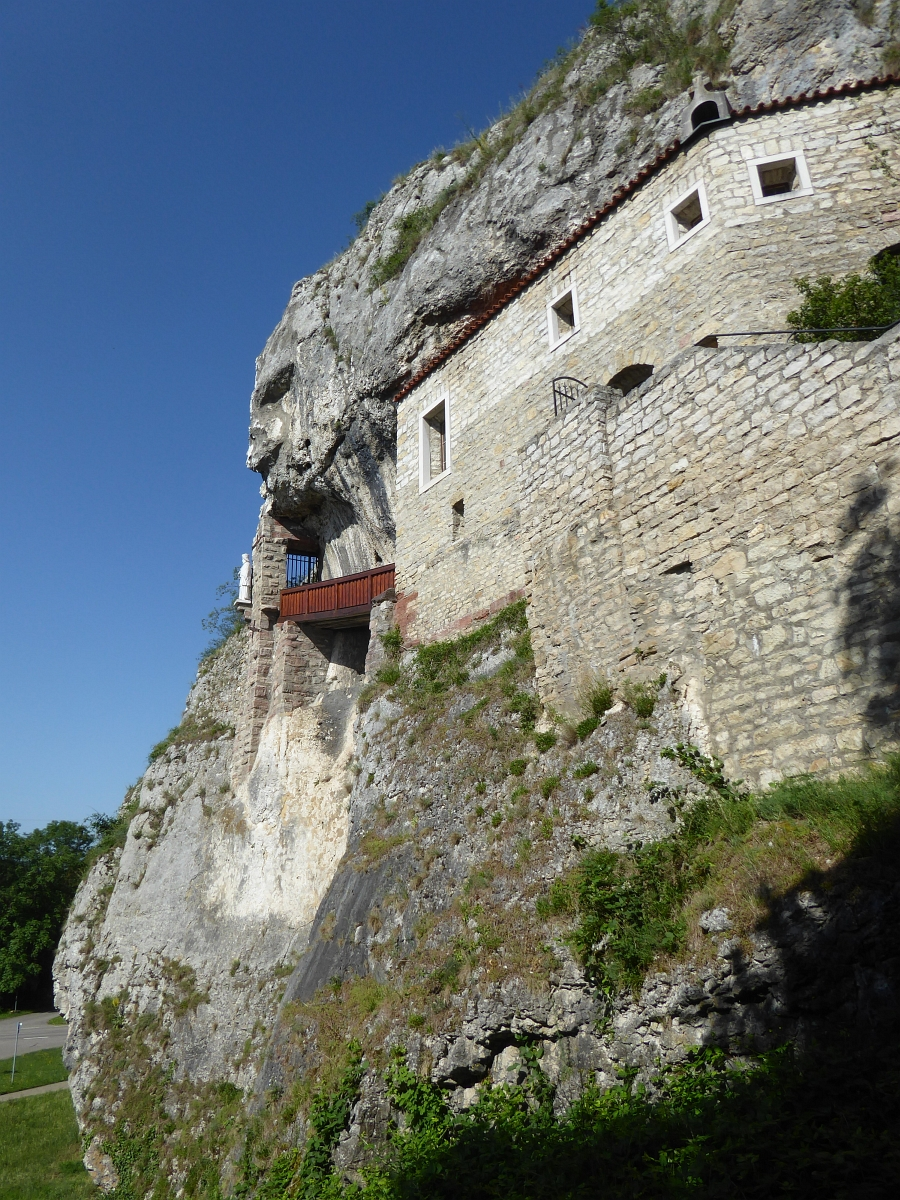
St.-Veits-Kapelle im Isteiner Klotz

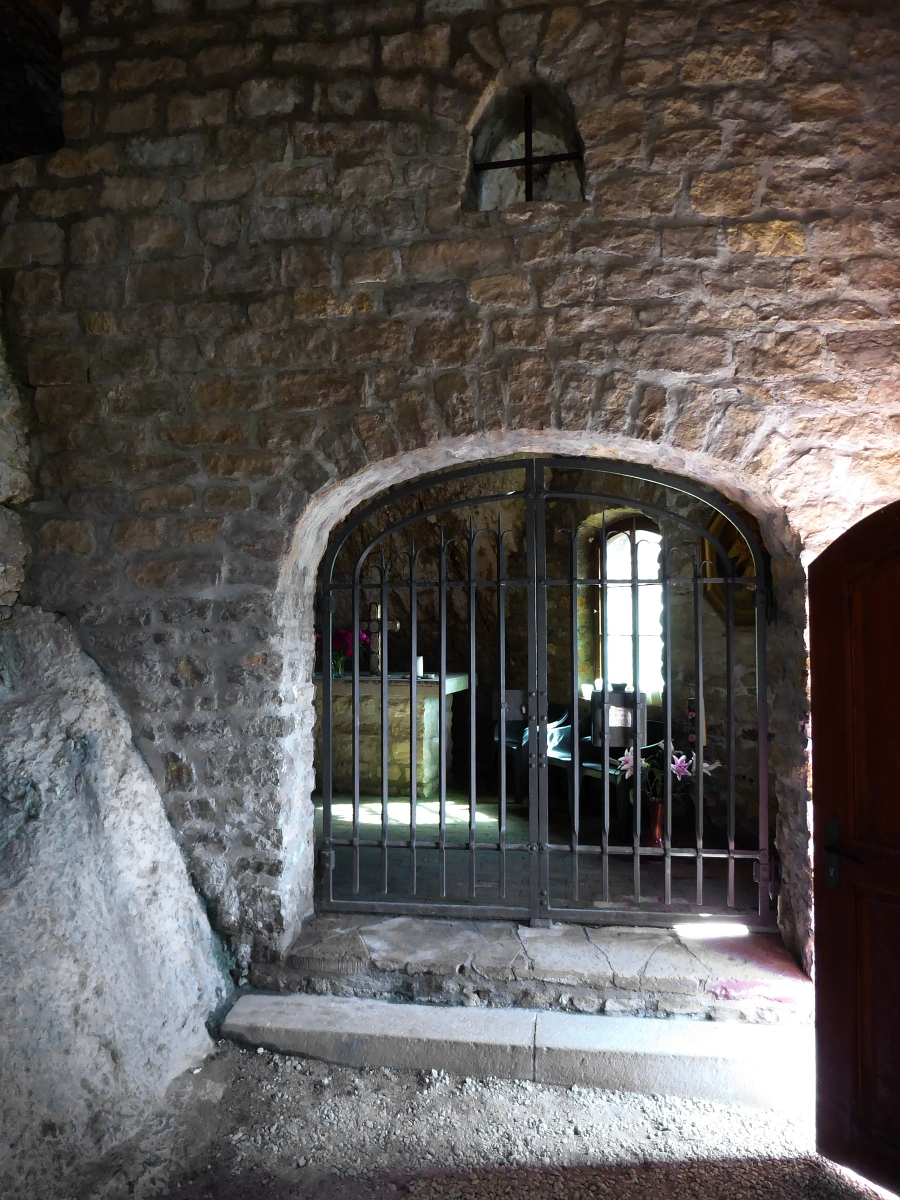
Innenansicht der St.-Veits-Kapelle

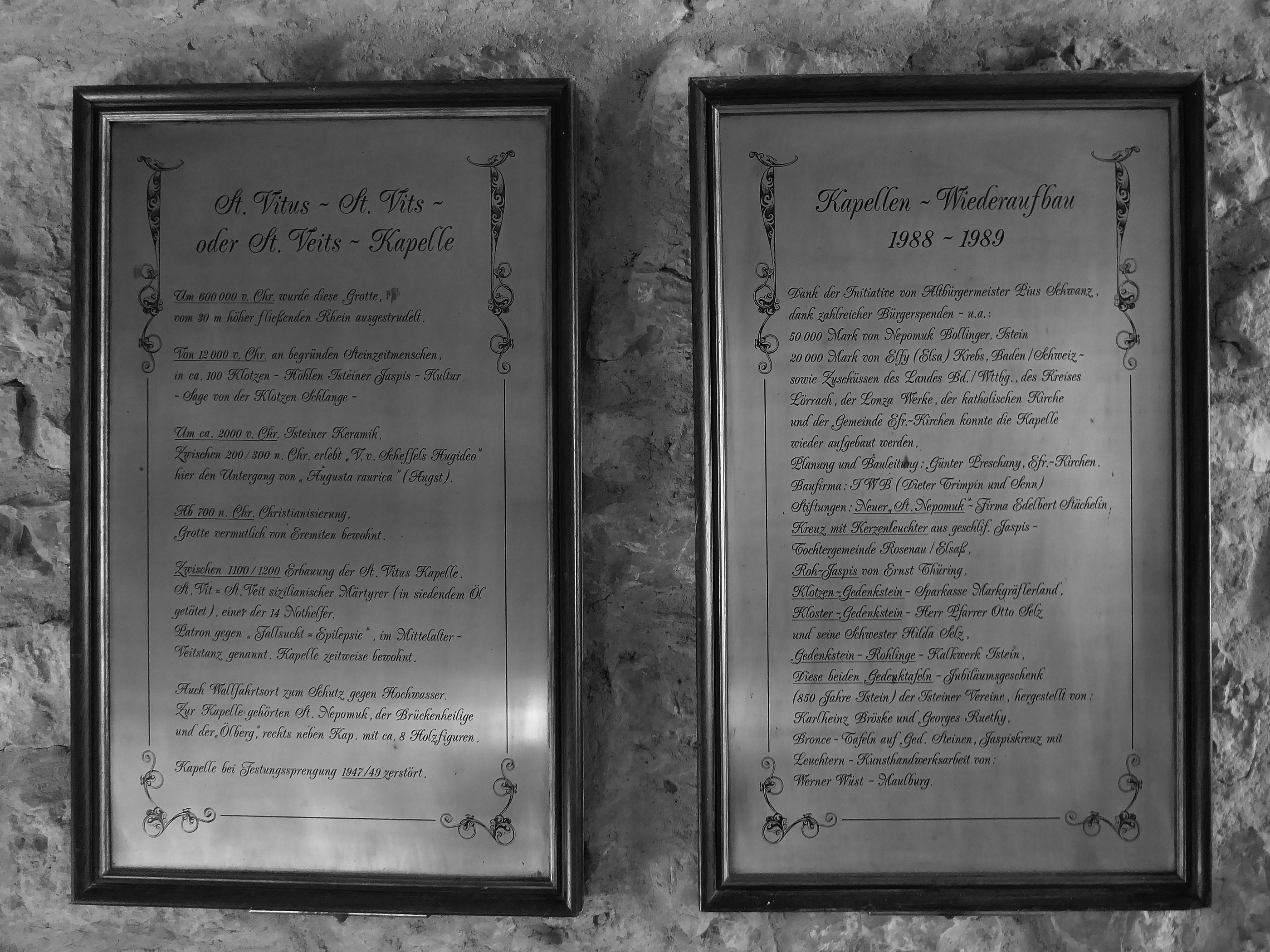
Geschichte der St.-Veits-Kapelle im Isteiner Klotz

Die Sankt-Veits-Kapelle im Isteiner Klotzen, St. Veitskapelle oder Vituskapelle genannt, befindet sich weithin sichtbar in der Nische einer steil aufsteigenden Felswand des Isteiner Klotzes bei dem Ortsteil Istein der Gemeinde Efringen-Kirchen im Landkreis Lörrach in Baden-Württemberg.
Die nach dem heiligen Veit (Vitus) benannte Kapelle soll im 12. Jahrhundert als eine von ursprünglich zwei Burgkapellen der im 11. Jahrhundert erbauten Burg Istein entstanden sein. Die kleine Kapelle wurde nach der Zerstörung der Burg 1650 wieder aufgebaut. Durch die Sprengung der im Berg befindlichen Festung durch die französische Besatzungsmacht 1947–1950 wurde auch die Kapelle zerstört und erst 1988/89 aufgrund einer Bürgerinitiative zum großen Teil wieder aufgebaut.